# 로즈트리
로즈트리는 2019년 싱글 《마리아의 노래》로 데뷔한 대한민국의 음악 그룹이다.

## 음반
- 마리아의 노래 (2019)